# Reizüberflutung

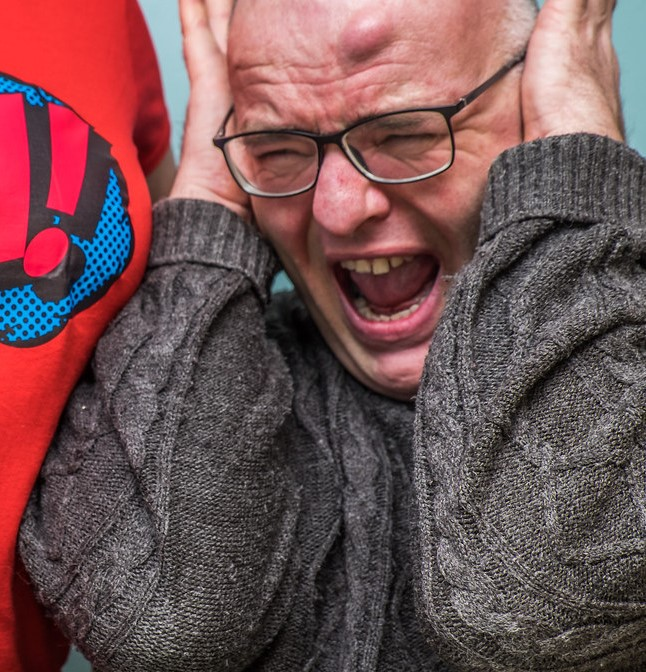
Reizüberflutung

Reizüberflutung ist im umgangssprachlichen Gebrauch eine Metapher für einen Zustand des Körpers, in dem dieser durch die Sinne so viele Reize gleichzeitig aufnimmt, dass sie nicht mehr verarbeitet werden können und beim Betroffenen zu einer psychischen Überforderung führen. Im medizinischen Kontext wird bisweilen auch im deutschen Sprachraum der englische Begriff (sensory) overload verwendet.
Diese Überforderung des (menschlichen) Organismus bzw. Nervensystems durch Sinneseindrücke betrifft die Sinne (Hören, Sehen, Riechen, Schmecken und Tasten) einzeln, in Kombination, für einen kurzen Zeitraum und auch langfristig.

## Ursachen
Als Auslöser einer Reizüberflutung für den Menschen in der modernen Welt gelten vor allem
akustische und visuelle Wahrnehmungen.
Im Einzelnen können das folgende Situationen sein:
- Lärm und mehrere gleichzeitige akustische Quellen
- Vielzahl von Farben, blinkende Lichter, schnelle Bewegungen (z. B. in einer Diskothek)
- Reizüberflutung kann auch bei einem bunt gemischten Essen auftreten, das die Geschmacksrichtungen süß, sauer, bitter, salzig und umami zugleich enthält, sodass die Geschmacksrichtungen nicht mehr einzeln empfunden und zugeordnet werden können.

Durch Drogen  – insbesondere aus der Gruppe der Psychedelika und Dissoziativa – kann die Situation verstärkt werden.

## Folgen
Reizüberflutung kann kurzfristig zu Stress, Hektik, aggressiven Reaktionen und schneller Erschöpfung führen. Vor allem Schizophrene, aber auch Hochsensible Persönlichkeiten (HSP) sowie von Autismus und Aufmerksamkeitsdefizit-/Hyperaktivitätsstörung (ADHS) Betroffene reagieren dabei besonders stark. Anhaltende Reizüberflutung kann dauerhafte Konzentrationsschwierigkeiten, Realitätsverlust oder Hyperaktivität bewirken und stellt eine mögliche Ursache für Lernschwächen dar. Moderne Lebensweisen, insbesondere die allgegenwärtige Nutzung des Internets und anderer moderner Medien, bringen nach Ansicht mancher eine chronische Reizüberflutung mit sich und führen bei vielen Menschen zu den typischen Störungsbildern.

## Folgen bei Autismus-Spektrum-Störung
Autisten leiden häufig unter ausgeprägten sensorischen Filterstörungen, das heißt, dass sie Umweltreize weniger gut verarbeiten und Unwichtiges kaum ausblenden können. Infolgedessen sind sie anfälliger für Reizüberflutungen, sogenannte Overloads. Werden im Akutfall nicht rechtzeitig Maßnahmen ergriffen, kann ein Overload in einen sogenannten Meltdown oder einen Shutdown münden.
Ein Meltdown wirkt auf Außenstehende wie ein Wutausbruch und wird auch in der Literatur oft fälschlicherweise als solcher bezeichnet. Insbesondere bei Kindern äußert er sich durch extreme, teils aggressive und selbstverletzende Verhaltensweisen (z. B. Schreien, Um-sich-Schlagen, Kopf-gegen-die-Wand-schlagen, Dinge zerstören u. v. a.). Bei Erwachsenen dominieren eher körperliche Symptome wie Herzrasen, Hyperventilation, Schwindel, Kopfschmerzen, Zittern u. ä. Die beherrschende Emotion bei einem Meltdown ist jedoch niemals Wut, sondern immer Verzweiflung über zu viele oder zu intensive Umweltreize.
Ein sogenannter Shutdown tritt häufig infolge eines Meltdowns auf oder, v. a. bei Erwachsenen, als direkte Folge eines Overloads. Es handelt sich dabei praktisch um einen vollständigen Systemzusammenbruch. Betroffene berichten u. a. von einem zeitweisen Verlust bestimmter Sinneswahrnehmungen und Fähigkeiten (v. a. zeitlich begrenzten Mutismus). Von außen betrachtet wirken sie häufig apathisch und reagieren mitunter nicht mehr auf Ansprache Dritter. Shutdowns können nur wenige Minuten andauern, aber auch mehrere Stunden oder sogar Tage.
Eine Studie konnte zeigen, dass sich einige autistische Kinder im Gegensatz zu nicht-autistischen Kindern nicht an Reize gewöhnen. Daher ist für sie eine Konfrontationstherapie nicht geeignet, die Gefahr für Reizüberflutung und damit das Erleben von Meltdowns und Shutdowns zu reduzieren.

## Begriffsverwendung in der philosophischen Anthropologie
In der philosophischen Anthropologie Arnold Gehlens bezeichnet „Reizüberflutung“ eine spezifische Eigenschaft des Menschen, den Gehlen als „Mängelwesen“ beschreibt: Anders als Tieren ermangle dem Menschen insbesondere ein angeborener Mechanismus, um äußere und innere Reize zu filtern und zu verarbeiten und die Weltsicht zu vereindeutigen. Die Folge ist eine „Reizüberflutung“ und gleichzeitig, durch das Fehlen eines angeborenen Automatismus der Bedürfnisbefriedigung, ein „Antriebsüberschuss“. Beides führe zu einer „konstitutionellen Riskiertheit des Menschen“. An die Stelle angeborener Mechanismen trete insbesondere zum Lebensanfang die soziale Kulturwelt.

## Sonstiges
In der Verhaltenstherapie wird im Rahmen konfrontativer Verfahren eine gezielte Reizüberflutung (Flooding) als psychotherapeutisches Mittel eingesetzt, um beispielsweise phobische Störungen zu behandeln. Hierbei wird der Klient nach Vorbereitung starken angstauslösenden Reizen ausgesetzt. Er lernt hierbei, die beängstigende Situation auszuhalten.